# 河文雄
河 文雄（かわ ふみお、1924年10月7日 - 1991年1月30日）は、富山県高岡市出身の元プロ野球選手。

## 来歴・人物
高岡中学校（現：富山県立高岡高等学校）では｢富山球界一の投手｣として話題になる。しかし、在籍中は高岡商業や富山商業の前に敗れ、甲子園には縁が無かった。最上級年においては、1941年の甲子園は戦争のために中断となり、富山県では予選すら行われなかった。高岡中時代は、「嘆きのエース」とも呼ばれていた。卒業後、満州に渡り、満鉄倶楽部に所属した。戦後は、母の故郷である北海道に住み小樽野球協会に所属。1948年には、第19回都市対抗野球大会に出場している。この都市対抗野球では、小樽野球協会は初戦となった対西日本鉄道戦で敗れ敗退した。河はこの試合で敗戦投手となっている。小樽野球協会時代に、肘を故障している。
1950年に大阪タイガースに入団。翌1951年4月8日の対広島戦（広島県営）でプロ初勝利を完投で挙げる。この後、右肘の故障が再発し、以後はあまり投げられなかった。結局この1勝のみに終わり、同年限りで退団した。
翌1952年に小樽野球協会へ復帰。その後は札幌市で開成油業を経営した。

## 選手としての特徴
シュートとドロップを武器とした右腕であった。

## 詳細情報

### 年度別投手成績
| 年 度     | 球 団     | 登 板 | 先 発 | 完 投 | 完 封 | 無 四 球 | 勝 利 | 敗 戦 | セ 丨 ブ | ホ 丨 ル ド | 勝 率 | 打 者 | 投 球 回 | 被 安 打 | 被 本 塁 打 | 与 四 球 | 敬 遠 | 与 死 球 | 奪 三 振 | 暴 投 | ボ 丨 ク | 失 点 | 自 責 点 | 防 御 率 | W H I P |
| --------- | --------- | ----- | ----- | ----- | ----- | -------- | ----- | ----- | -------- | ----------- | ----- | ----- | -------- | -------- | ----------- | -------- | ----- | -------- | -------- | ----- | -------- | ----- | -------- | -------- | ------- |
| 1951      | 阪神      | 11    | 4     | 1     | 0     | 0        | 1     | 1     | --       | --          | .500  | 122   | 27.1     | 27       | 1           | 12       | --    | 3        | 3        | 0     | 0        | 17    | 16       | 5.14     | 1.43    |
| 通算：1年 | 通算：1年 | 11    | 4     | 1     | 0     | 0        | 1     | 1     | --       | --          | .500  | 122   | 27.1     | 27       | 1           | 12       | --    | 3        | 3        | 0     | 0        | 17    | 16       | 5.14     | 1.43    |

### 記録
- 初勝利・初先発勝利・初完投：1951年4月8日、対広島カープ3回戦（広島県営球場）、9回1失点[2]

### 背番号
- 28（1950年）
- 3（1951年）